# Vatikanische Grotten

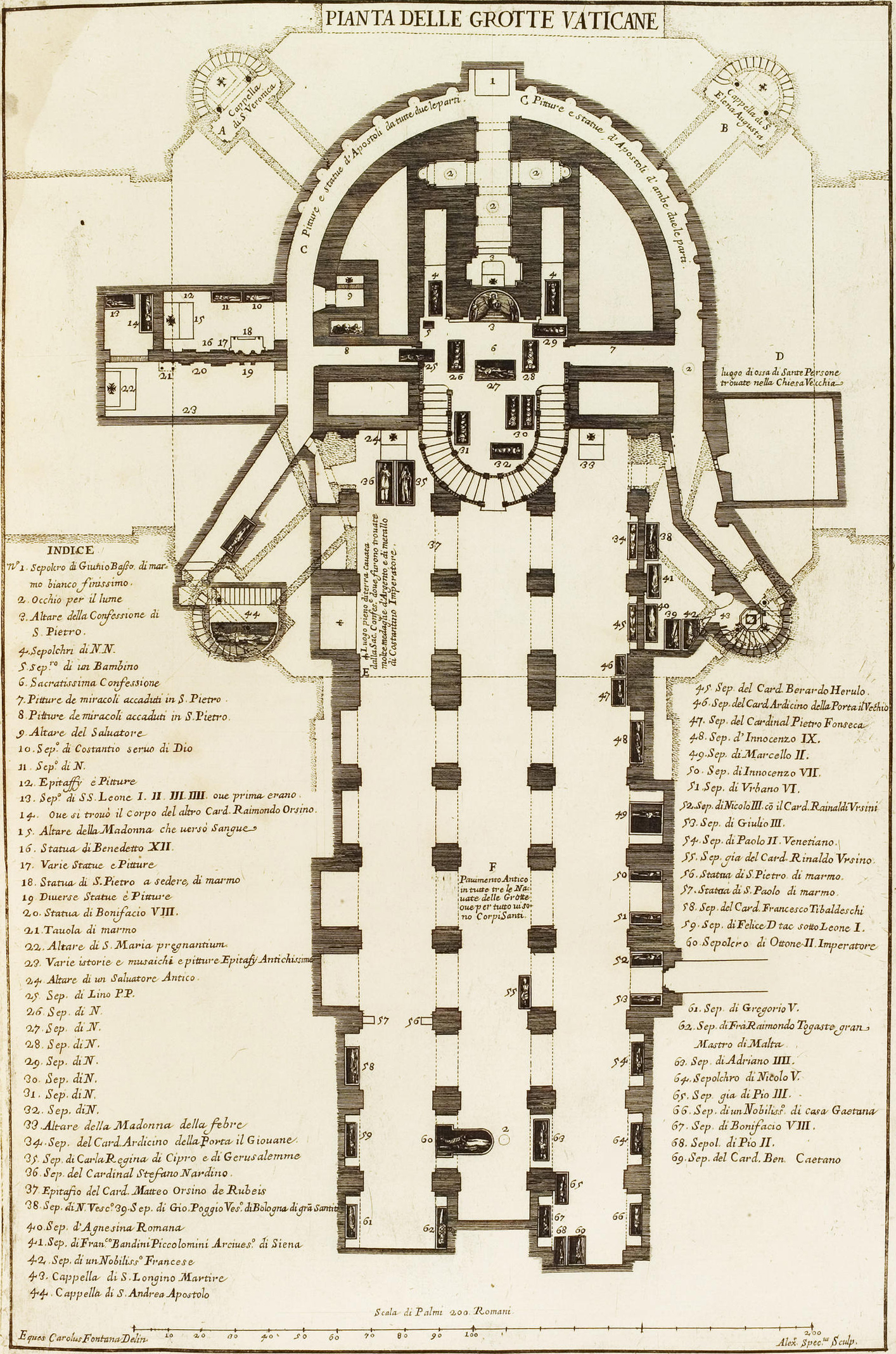
Karte der Vatikanischen Grotten, 1694

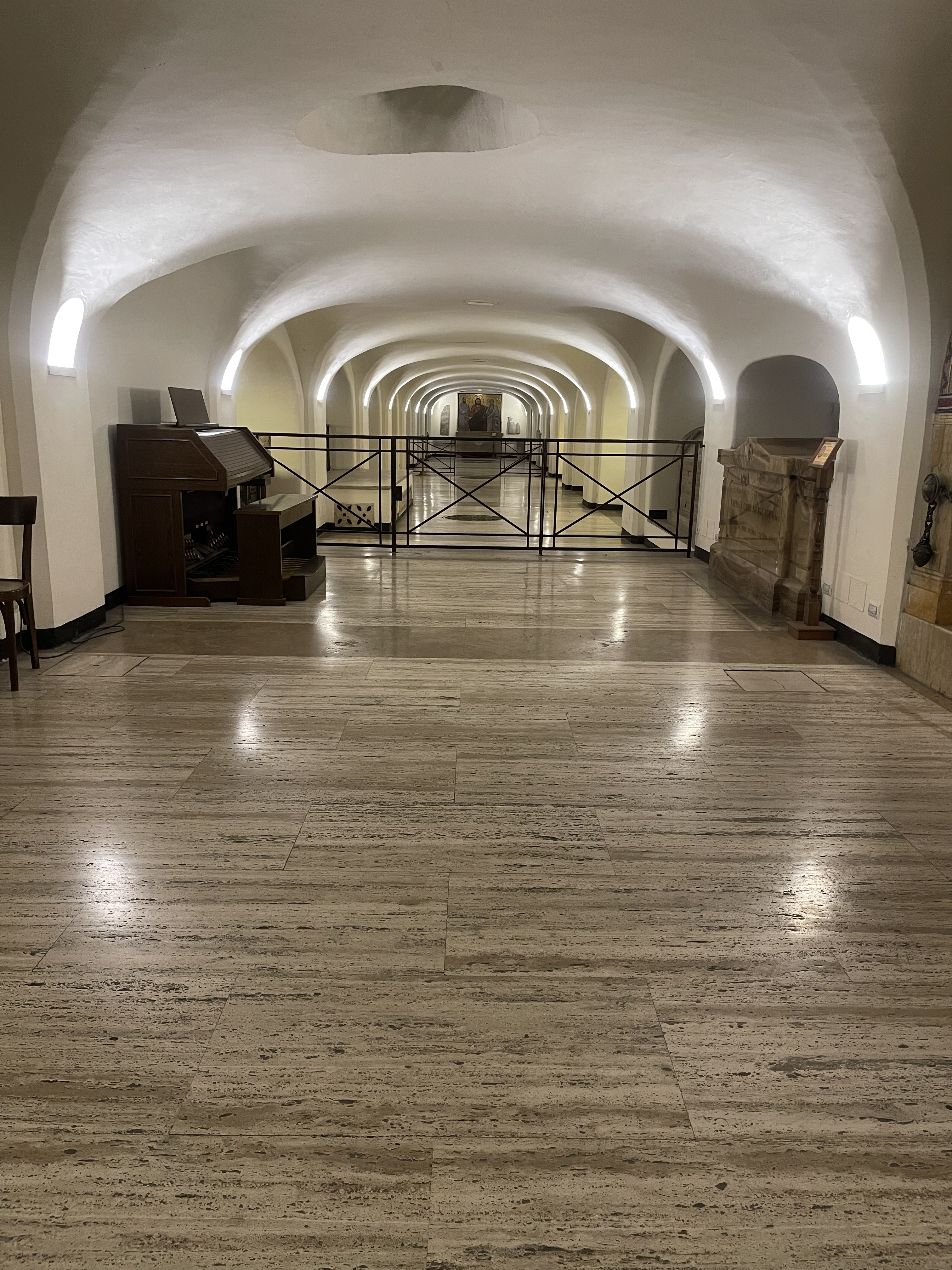
Vatikanische Grotten

Die Vatikanischen Grotten (ital.: Grotte Vaticane) unterhalb des Petersdoms in der Vatikanstadt sind eine große Krypta mit Papstgräbern und bestehen aus mehreren großen Räumen. Sie liegen zusammen mit der Confessio und Palliennische, unter der sich das Petrusgrab mit dem „Tropaion des Apostels“ aus dem Jahr 160 befindet, sowie der Capella Clementina in etwa auf dem Fußbodenniveau der ersten konstantinischen Petersbasilika aus dem Jahr 324. Eine enge Treppe im vorderen rechten Pfeiler der Vierung unter der Kuppel des Petersdoms führt in die Grotten hinab. Sie werden jährlich von Millionen Gläubigen und Touristen aus aller Welt besucht. Die Vatikanischen Grotten sind nicht mit der Vatikanischen Nekropole zu verwechseln. Letztere befindet sich unterhalb der Vatikanischen Grotten und ist ein antikes Gräberfeld.

## Gräber
24 von 266 verstorbenen Päpsten sind hier bestattet, darunter die aus Deutschland stammenden Päpste Benedikt XVI. († 2022) und Gregor V. († 999). Auch der deutsche Kaiser Otto II. († 983) fand hier seine letzte Ruhestätte. Als vierter Deutscher ist der Theologe und Politiker der Deutschen Zentrumspartei, Ludwig Kaas († 1952) in den vatikanischen Grotten bestattet. Sein Leichnam wurde 1957 auf Wunsch Papst Pius XII. vom Campo Santo Teutonico hierhin umgebettet, da unter Kaas’ Leitung der Ausbau der Grotten in der heutigen Form im Zusammenhang mit den Ausgrabungen unter St. Peter in den 1940er Jahren erfolgte. Anlass für die Ausgrabungen und damit auch Erweiterung der Grotten war die Ausschachtung des Grabes für Papst Pius XI. im März 1939, das den Gläubigen zugänglich gemacht werden sollte und bei der man die antike römische Nekropole unterhalb der heutigen Grotten von St. Peter entdeckte. Papst Pius XII. selbst wurde 1958 in der Mittelachse der Ringkrypta hinter der Capella Clementina beigesetzt. Die letzte Bestattung war die von Papst Benedikt XVI. († 2022) am 5. Januar 2023 im früheren Grab von Papst Johannes Paul II. († 2005), dessen Reliquien nach seiner Selig- und Heiligsprechung in eine Seitenkapelle des Petersdoms umgebettet wurden.
Auch die zur katholischen Kirche konvertierte Königin Christina von Schweden († 1689) hat ihre letzte Ruhestätte in den Vatikanischen Grotten gefunden, ebenso wie die aus Polen gebürtige englische Titularkönigin Maria Clementina Stuart († 1735). Für Jakob II. von England und VII. von Schottland und seine Nachfahren, die katholischen Jakobiten, gibt es in den Grotten ein Kenotaph von Antonio Canova.